# Futsal Olímpico
Movimento Olímpico ou Futsal Olímpico é um movimento que teve início em meados de 2002 e inicio de 2003, campanha criada pela Federação Paulista de Futsal em prol da inclusão do futsal nos Jogos Olímpicos. O movimento teve inicialmente os nomes de “Eu Quero Futsal Olímpico” e "Futsal! Um Sonho Olímpico". 

## Início
Em 2003, no Brasil, a Confederação Brasileira de Futsal nomeou o presidente da Federação Paulista de Futsal, Ciro Fontão de Souza, coordenador mundial da campanha. Existe também a AIFS – Associação Internacional de Futsal, em Montevidéu, no Uruguai para conduzir a campanha, mesmo não sendo uma campanha oficial da FIFA.

## Futsal ou futebol de salão
Passados dez anos, o Movimento Olímpico ganhou força novamente, só que desta vez o movimento foi abraçado oficialmente pelo seu idealizador Marcos Diniz, que luta pela inclusão do futsal (AMF) ou futebol de salão (AMF) nos jogos olímpicos, ou seja, modalidade esportiva regida pelas regras da Associação Mundial de Futsal.

## Os passos do movimento
O Movimento luta para que o Comitê Olímpico Internacional (COI) reconheça a modalidade futebol de salão (AMF) e suas confederações, para que seja incluída como esporte olímpico; já que a modalidade não pertence a nenhuma ramificação de outra modalidade/entidade. Alguns comitês olímpicos nacionais não seguem a determinação do COI e reconhecem o futebol de salão (AMF) e suas federações nacionais, tais como o Comitê Olímpico Mexicano, Comitê Olímpico Canadense, Comitê Olímpico Colombiano, Comitê Olímpico Francês entre outros.
Desde 2000, o Comitê Olímpico Internacional (COI), reconhece apenas o futsal FIFA como gestora da modalidade, caso seja aceito, o futsal FIFA não será considerado um esporte olímpico, apenas um evento dentro do futebol de campo.